# Renage
Renage là một xã thuộc tỉnh Isère trong vùng Rhône-Alpes đông nam nước Pháp. Xã này nằm ở khu vực có độ cao từ 229-464 mét trên mực nước biển. Theo điều tra dân số năm 2006 của INSEE có dân số là 3653 người.